# Nippon Gaishi Hall
Nagoya Civic General Gymnasium (名古屋市総合体育館, Nagoya-shi Sōgō Taiikukan) é uma Arena localizada em Nagoya, Japão. A capacidade da arena é de 10.000 pessoas. 

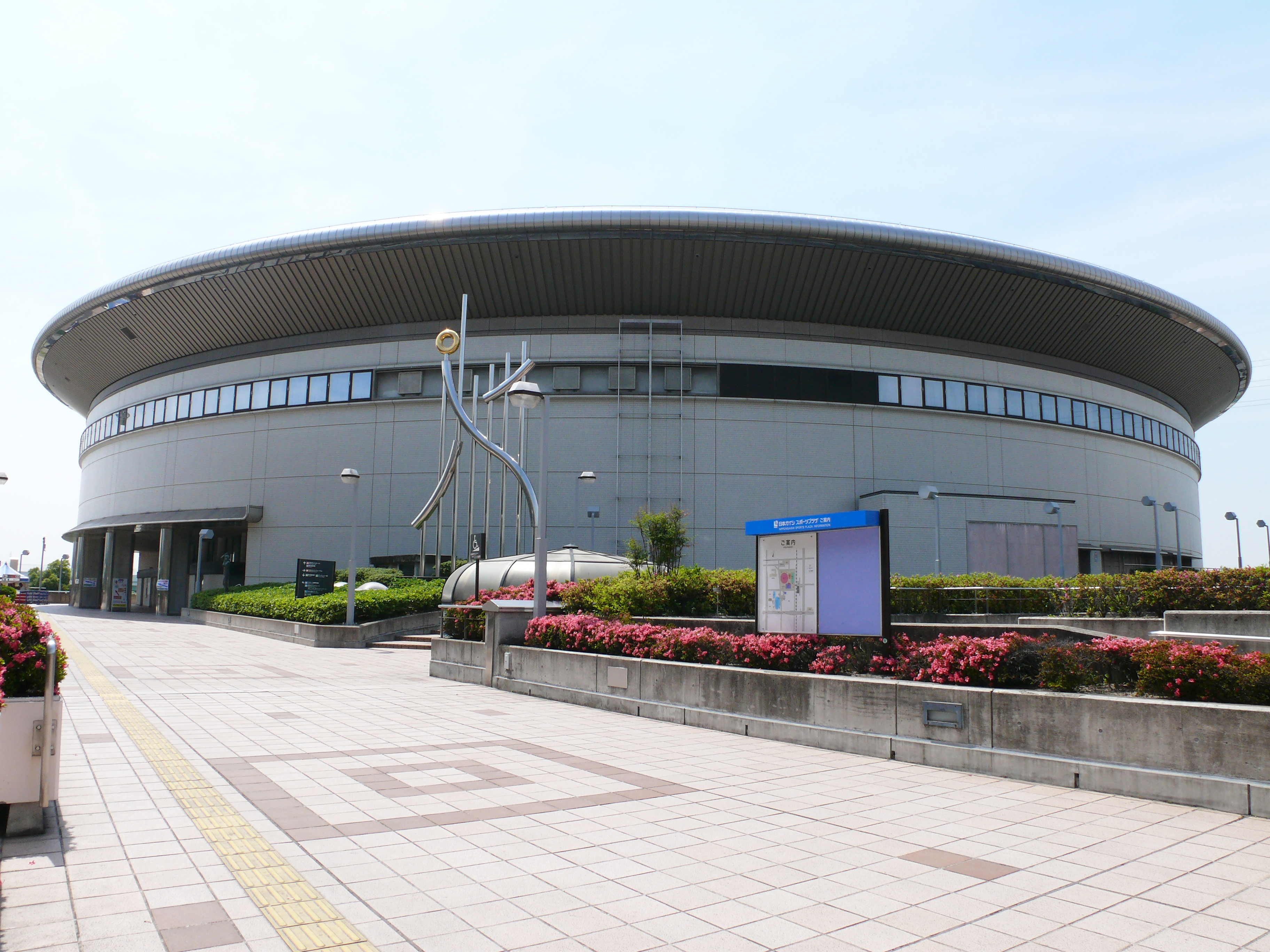

Artistas internacionais, incluindo Bryan Adams, Aerosmith, Backstreet Boys, Beyoncé, Bon Jovi, Mariah Carey, Eric Clapton, Coldplay, Def Leppard, Destiny's Child, Celine Dion, Green Day, Guns N' Roses, Whitney Houston, Janet Jackson, Billy Joel, KISS, Avril Lavigne, Metallica, George Michael, Kylie Minogue, Mötley Crüe, Pink Floyd, The Police, Prince & The New Power Generation, Red Hot Chili Peppers, REO Speedwagon, Sting, Styx, Van Halen e Stevie Wonder, realizaram shows no Nagoya Rainbow Hall.
Artistas japoneses, incluindo RADWIMPS, Kumi Koda, Ayumi Hamasaki, Misia e L'Arc~en~Ciel, realizaram shows no Nagoya Rainbow Hall.
O ginásio foi sede de alguns jogos da fase de grupos do Campeonato Mundial de Voleibol Feminino de 2006.
A partir de 1º de abril de 2007, seu nome foi alterado para Nippon Gaishi Hall (日本ガイシホール, Nippon Gaishi Hōlu?), para refletir o patrocínio da NGK Insulators, Ltd.

## Ligações Externas
- Official site (Japanese)